# گرجی‌آباد
گرجی آباد، روستایی است از توابع بخش مرکزی شهرستان بابل در استان مازندران ایران.

## جمعیت
این روستا در کیلومتر 8 جاده قائمشهر قرار دارد و براساس سرشماری مرکز آمار ایران در سال 1385، جمعیت آن 4000 نفر (۵۱۸خانوار) بوده‌است.